# Бой 1 мая 1781
Бой 1 мая 1781 — дуэльный морской бой, произошедший примерно в 210 милях от Бреста, в котором HMS Canada Королевского флота под командованием капитана Джорджа Кольера догнал, перехватил и взял в плен испанский фрегат Santa Leocadia, капитаном которого был дон Франсиско де Вентузен (исп. Francisco de Wenthuisen).

## Предыстория
30 апреля 1781 74-пушечный HMS Canada третьего ранга (капитан сэр Джордж Кольер), отряженный вице-адмиралом Дарби, главнокомандующим Флота Канала, для дозора под Брестом, обнаружил эскадру малых кораблей. При появлении Canada эскадра разделилась, и Кольер начал преследование самого крупного, 40-пушечного Santa Leocadia. После 210-мильной погони, Canada догнал противника утром 1 мая.

## Бой и последствия
Полтора часа продолжался маневренный бой, проходивший при высокой волне, которая мешала Canada открыть порты гон-дека. Несмотря на это преимущество, испанский фрегат сдался. Он понес при этом тяжелые потери: 80 человек убитыми и 106 ранеными (почти половина команды), в том числе капитан дон Франсиско потерял руку. У Canada была отбита выстрелом цапфа одной из пушек на нижней палубе, людские потери 13 человек.
Примечательно, что Santa Leocadia до боя считалась хорошим ходоком. Когда она была захвачена и обнаружилось что она обшита медью, это стало в некотором роде неожиданностью. В таком случае она должна была бы уйти от Canada. Но поговорка того времени (хотя придуманная не англичанами) гласит: «Убегающий испанец — пленный испанец».
До этого в Адмиралтействе не было известно, что другие флота решили обшивать корабли медью так же, как Королевский флот. Santa Leocadia первая среди испанских кораблей получила такую обшивку. Она была взята в британскую службу под тем же названием.